# Джиога (окръг, Охайо)
Окръг Джиога (на английски: Geauga County) е окръг в щата Охайо, Съединени американски щати. Площта му е 1057 km², а населението – 90 895 души (2000). Административен център е град Шардон.